# Markus Thiel

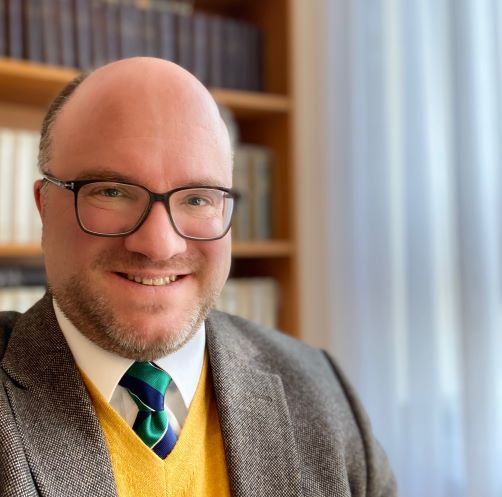
Markus Thiel

Markus Thiel (* 1973) ist ein deutscher Rechts- und Verwaltungswissenschaftler. Er ist seit 2017 als Universitätsprofessor für Öffentliches Recht mit Schwerpunkt Polizeirecht an der Deutschen Hochschule der Polizei in Münster-Hiltrup tätig.

## Werdegang
Thiel studierte von 1992 bis 1996 Rechtswissenschaften an der Universität zu Köln und legte 1996 die Erste Juristische Staatsprüfung ab. Nach dem Zivildienst folgte von 1998 bis 2000 das Referendariat in Köln und Speyer, das er mit der Zweiten Juristischen Staatsprüfung im Jahre 2000 abschloss. Parallel studierte er von 1999 bis 2000 Verwaltungswissenschaften an der Deutschen Hochschule (heute: Universität) für Verwaltungswissenschaften in Speyer. 1999 erfolgte die Promotion zum Dr. iur. an der Rechtswissenschaftlichen Fakultät der Universität zu Köln mit einer Dissertation zum Schulverfassungsrecht.
Von 2000 bis 2012 forschte und lehrte Thiel als Wissenschaftlicher Assistent, Wissenschaftlicher Mitarbeiter und Akademischer Rat auf Zeit als Schüler von Johannes Dietlein am Lehrstuhl für Öffentliches Recht und Verwaltungslehre der Heinrich-Heine-Universität Düsseldorf. 2003 wurde er an der Deutschen Hochschule (heute: Universität) für Verwaltungswissenschaften Speyer mit einer Arbeit zu rechtlichen und organisatorischen Aspekten der Kulturverwaltung zum Dr. rer. publ. promoviert. Von 2004 bis 2005 war er als Fellow am Center for Internet and Society der Stanford University tätig. 2010 wurde ihm die venia legendi für Öffentliches Recht, Verfassungsgeschichte und Verwaltungswissenschaften als Privatdozent an der Juristischen Fakultät der Heinrich-Heine-Universität Düsseldorf verliehen.
Nach Vertretungsprofessuren von 2010 bis 2012 in Freiburg i. Br., Trier, Köln und Gießen folgte er 2012 einem Ruf auf eine Professur für Öffentliches Recht, insbesondere Gefahrenabwehrrecht an die Hochschule für Polizei und öffentliche Verwaltung Nordrhein-Westfalen, Abteilung Köln, wo er Studiengangsleiter des berufsbegleitenden Master-Studiengangs Public Management (MPM) sowie Wissenschaftlicher Leiter der Geschäftsstelle Graduierteninstitut war. 2017 folgte er einem Ruf auf eine Universitätsprofessur für Öffentliches Recht mit Schwerpunkt Polizeirecht an der Deutschen Hochschule der Polizei in Münster. Dort ist er u. a. seit 2020 Vorsitzender der Ethikkommission und war von 2020 bis 2022 Sprecher der Lehrenden. Seit 2024 ist er Antikorruptionsbeauftragter der Universität.
Zu Thiels Forschungsschwerpunkten gehören u. a. das Sicherheitsverfassungs- und -verwaltungsrecht einschließlich der europa- und internationalrechtlichen Bezüge, das Öffentliche Wirtschaftsrecht (insbesondere die ordnungsrechtlichen Aspekte des Gewerbe-, Gaststätten-, Handwerks-, Glücksspiel- und Immissionsschutzrechts), das Öffentliche Baurecht, das Recht des öffentlichen Dienstes, das Schulverfassungsrecht und die Themenfelder Literatur und Recht bzw. Recht und Sprache. Regelmäßig ist Thiel als Sachverständiger in parlamentarischen Anhörungen im Rahmen von Gesetzgebungsverfahren zum Polizei- und Versammlungsrecht tätig. Darüber hinaus hat er mehrfach als Prozessbevollmächtigter insbesondere für Landesregierungen in Verfahren vor dem Bundesverfassungsgericht und verschiedenen Landesverfassungsgerichten gewirkt.
Thiel ist Herausgeber der Schriftenreihe Recht der inneren und äußeren Sicherheit im Verlag Duncker & Humblot, Mitherausgeber der Zeitschrift für das Gesamte Sicherheitsrecht – GSZ, Mitherausgeber der Schriftenreihe Sicherheit in Kommunen (KSV Kommunalpraxis) im Kommunal- und Schul-Verlag und Mitglied der nationalen Redaktion der Kriminalpolitischen Zeitschrift (KriPoZ). Er gehört dem Editorial Board des vom Institute of Security Science der Akademie für die Gendarmerie und die Küstenwache der Türkei in Ankara herausgegebenen The Journal of Security Sciences an und ist Consulente internazionale des Comitato Internazionale der Zeitschrift Cammino Diritto. Darüber hinaus ist er ständiger Mitautor der IBR/ibr-online (Immobilien- und Baurecht) sowie des juris-Praxisreports Öffentliches Baurecht.
Thiel ist Mitglied des Justizprüfungsamtes beim Oberlandesgericht Köln, der Vereinigung der Deutschen Staatsrechtslehrer, der Görres-Gesellschaft zur Pflege der Wissenschaft, des Deutschen Hochschulverbands, der Gesellschaft für Rechtsvergleichung, der Deutschen Vereinigung für Jugendgerichte und Jugendgerichtshilfen (seit 2024 Mitglied des Sprecherrats der Bundesarbeitsgemeinschaft Polizei), der Lorenz-von-Stein-Gesellschaft für Verwaltungswissenschaften sowie weiterer wissenschaftlicher Vereinigungen. Seit 1994 ist er Mitglied der KDStV Rheinland zu Köln im CV, seit 1997 auch der AV Hansea (Berlin) zu Köln im CV.

## Publikationen (Auszug)
- Monographien
  - Polizei- und Ordnungsrecht. Nomos Verlag, Baden-Baden, 1. Aufl. 2013, 5. Aufl. 2022, ISBN 978-3-8487-8655-8.
  - Metzner/Thiel, Gaststättenrecht. Gaststättengesetz des Bundes unter Berücksichtigung der Landesgesetze. C. H. Beck, München, 7. Aufl. 2023, ISBN 978-3-406-76327-4.
  - Eingriffsrecht in Nordrhein-Westfalen. VDP-Verlag Deutsche Polizeiliteratur, Hilden, 1. Aufl. 2017, 2. Aufl. 2020, 3. Aufl. 2024 (mit Holger Nimtz), ISBN 978-3-8011-0938-7.
  - Das Fest im Recht. Duncker & Humblot, Berlin 2018, ISBN 978-3-428-15654-2.
  - Rechtsgüterschutz gegen „urbanes Lebensgefühl“? Gefahrenabwehrrechtliche Probleme der Lärmbelästigung durch nächtliche Personenansammlungen in innerstädtischen Wohngebieten. Duncker & Humblot, Berlin 2014, ISBN 978-3-428-14383-2.
  - Zwangsfusion von Gemeinden. Eine Bestandsaufnahme der aktuellen Gebietsreform in Rheinland-Pfalz. Kommunal- und Schul-Verlag, Schriftenreihe der Freiherr von Stein-Akademie für Europäische Kommunalwissenschaften, Bd. 6, Wiesbaden 2013 (mit Johannes Dietlein und Winfried Manns/Burkhard Höhlein), ISBN 978-3-8293-1067-3.
  - Die „Entgrenzung“ der Gefahrenabwehr. Grundfragen von Freiheit und Sicherheit im Zeitalter der Globalisierung. Mohr Siebeck Verlag, Tübingen 2011, ISBN 978-3-16-150576-8. (zugleich: Habilitationsschrift Juristische Fakultät der Heinrich-Heine-Universität Düsseldorf).
  - Verwaltungsreform in Rheinland-Pfalz. Ein Beitrag zur Debatte um die Zukunft der Verbandsgemeindeverfassung. Schriftenreihe des Gemeinde- und Städtebundes Rheinland-Pfalz, Bd. 15, Mainz 2006. (mit Johannes Dietlein), ISBN 978-3-937358-13-0.
  - Die „verwaltete“ Kunst. Rechtliche und organisatorische Aspekte öffentlicher Kulturverwaltung. Peter Lang – Europäischer Verlag der Wissenschaften, Frankfurt 2003, ISBN 978-3-631-50480-2. (zugleich: Dissertation Deutsche Hochschule für Verwaltungswissenschaften Speyer).
  - Der Erziehungsauftrag des Staates in der Schule. Grundlagen und Grenzen staatlicher Erziehungstätigkeit im öffentlichen Schulwesen. Duncker & Humblot, 2000, ISBN 978-3-428-10185-6. (zugleich: Dissertation Rechtswissenschaftliche Fakultät der Universität zu Köln).
  - Die preußische Städteordnung von 1808. Speyerer Arbeitshefte, Bd. 123, Deutsche Hochschule für Verwaltungswissenschaften Speyer, 1999.

- Herausgeberschaften
  - Marquardt, Uwe/Thiel, Markus/Berster, Lars/Pietsch, Benedict (Hrsg.): Krieg in der Ukraine: Perspektiven. Interdisziplinäre Tagung an der Deutschen Hochschule der Polizei, Münster. Nomos, Baden-Baden 2024, ISBN 978-3-7560-1402-6.
  - Handwerksordnung mit Berufsausbildungsrecht. Verlag C.H.Beck, München 2017, ISBN 978-3-406-69581-0.
  - The „Militant Democracy“ Principle in Modern Democracies. Ashgate Publishing Verlag 2009, ISBN 978-0-7546-7183-1.
  - Wehrhafte Demokratie. Beiträge über die Regelungen zum Schutze der freiheitlichen demokratischen Grundordnung. Mohr Siebeck Verlag 2003, ISBN 978-3-16-147967-0.